# Sentier de grande randonnée 440
Le sentier de grande randonnée 440 (GR 440) décrit une boucle autour de la montagne limousine, principalement dans la Corrèze, avec une petite partie nord et nord-ouest dans la Creuse et la Haute-Vienne.

## Itinéraire principal
Le sentier de grande randonnée 440 passe par les trois départements de l'ancienne région administrative Limousin. Il est intégralement situé à l'intérieur du parc naturel régional de Millevaches en Limousin, traversant le plateau de Millevaches et le massif des Monédières. Il passe à une ou plusieurs reprises sur les trois principaux cours d'eau de la région : la Corrèze, la Vézère et la Vienne.
Pour des raisons pratiques, l'itinéraire indiqué ci-dessous est présenté par départements entiers, en sens antihoraire.

### Creuse
Dans la Creuse, le sentier de grande randonnée 440 débute au barrage de Chammet (commune de Faux-la-Montagne), traverse le bourg de Faux-la-Montagne et passe sur le lac de Faux. Il en longe la rive nord-est avant de faire tronçon commun avec le sentier de grande randonnée 46. Il passe sur la Feuillade puis dans le petit bourg de La Villedieu et sur le ruisseau de la Villedieu.

### Haute-Vienne
L'itinéraire entre ensuite en Haute-Vienne sur le territoire des communes de Nedde et de Rempnat, franchissant à nouveau le ruisseau de la Villedieu puis la Vienne.

### Corrèze
En Corrèze, il passe par le bourg de Lacelle et franchit la Soudaine à l'étang de Saint-Hilaire (commune de Saint-Hilaire-les-Courbes). Avant d'arriver à Treignac, il est possible d'emprunter vers l'est la variante 440B vers Meymac. Le GR 440 franchit ensuite la Vézère au pont médiéval et traverse Treignac. Direction plein sud, il passe sur le ruisseau de Boulou à l'étang du Peuch puis sur la Madrange, avant d'arriver au village de Chauzeix (commune de Saint-Augustin). C'est au sortir de celui-ci que cesse le tronçon commun avec le sentier de grande randonnée 46. Il oblique alors vers le nord-est, passant à 500 mètres du Suc au May (et de sa table d'orientation) qui culmine à 908 mètres, dans le massif des Monédières. Il redescend plein sud puis se dirige vers l'est jusqu'à Chaumeil, franchissant la Douyge. Toujours vers l'est, il franchit la Corrèze au pont du Vialaneix et continue jusqu'à Saint-Yrieix-le-Déjalat. Il prend alors la direction du nord, passe sur la Dadalouze et arrive au bourg de Bonnefond. Il passe à une trentaine de mètres de la source de la Corrèze puis franchit le ruisseau de Saulière. Cinq kilomètres à l'ouest de Meymac, il est possible de s'y rendre en empruntant la variante 440B. L'itinéraire prend la direction du nord-ouest puis du nord. Il passe sur le ruisseau des Maisons puis sur le ruisseau de l'Étang du Diable (branche-mère de la rivière d'Ars) et arrive au lieu-dit les Rioux où il est possible d'emprunter vers l'ouest la variante 440B vers Treignac. L'itinéraire principal franchit la Vézère, traverse Saint-Merd-les-Oussines et passe à nouveau sur la Vézère. Il passe à proximité des petits bourgs de Chavanac et de Millevaches et traverse Saint-Setiers. Il franchit la Vienne à deux reprises et traverse Peyrelevade. La boucle s'achève au barrage du Chammet qui marque la limite départementale entre la Corrèze et la Creuse.

## Variante 440B
Le sentier présente une variante 440B, découpée en deux tronçons.
Quelques kilomètres au nord de Treignac, le premier tronçon passe juste en contrebas du barrage de Treignac et longe la rive orientale de sa retenue, le lac des Bariousses. Il passe ensuite sur les hauteurs du lac de Viam, traverse Pérols-sur-Vézère, franchit la rivière d'Ars au pont de Variéras, passe au niveau des ruines gallo-romaines des Cars et rejoint l'itinéraire principal au lieu-dit les Rioux (commune de Saint-Merd-les-Oussines).
Au nord-est du lieu-dit Matrillat Haut (commune d'Ambrugeat), un deuxième tronçon long de cinq kilomètres relie l'itinéraire principal au bourg de Meymac.

## Photothèque

Paysages et monuments le long des sentiers de grande randonnée 440 et 440B
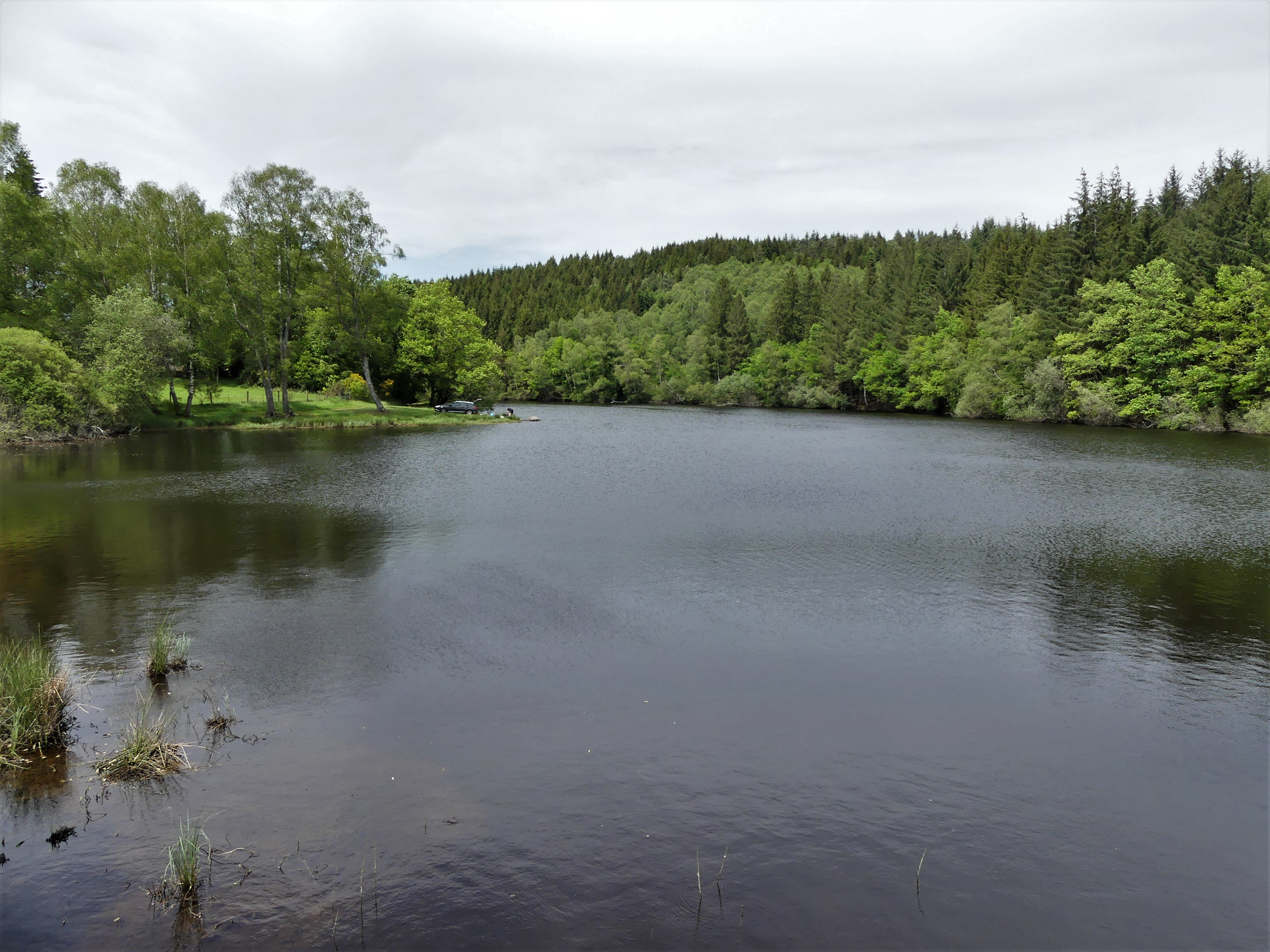
Le lac de Faux à Faux-la-Montagne.
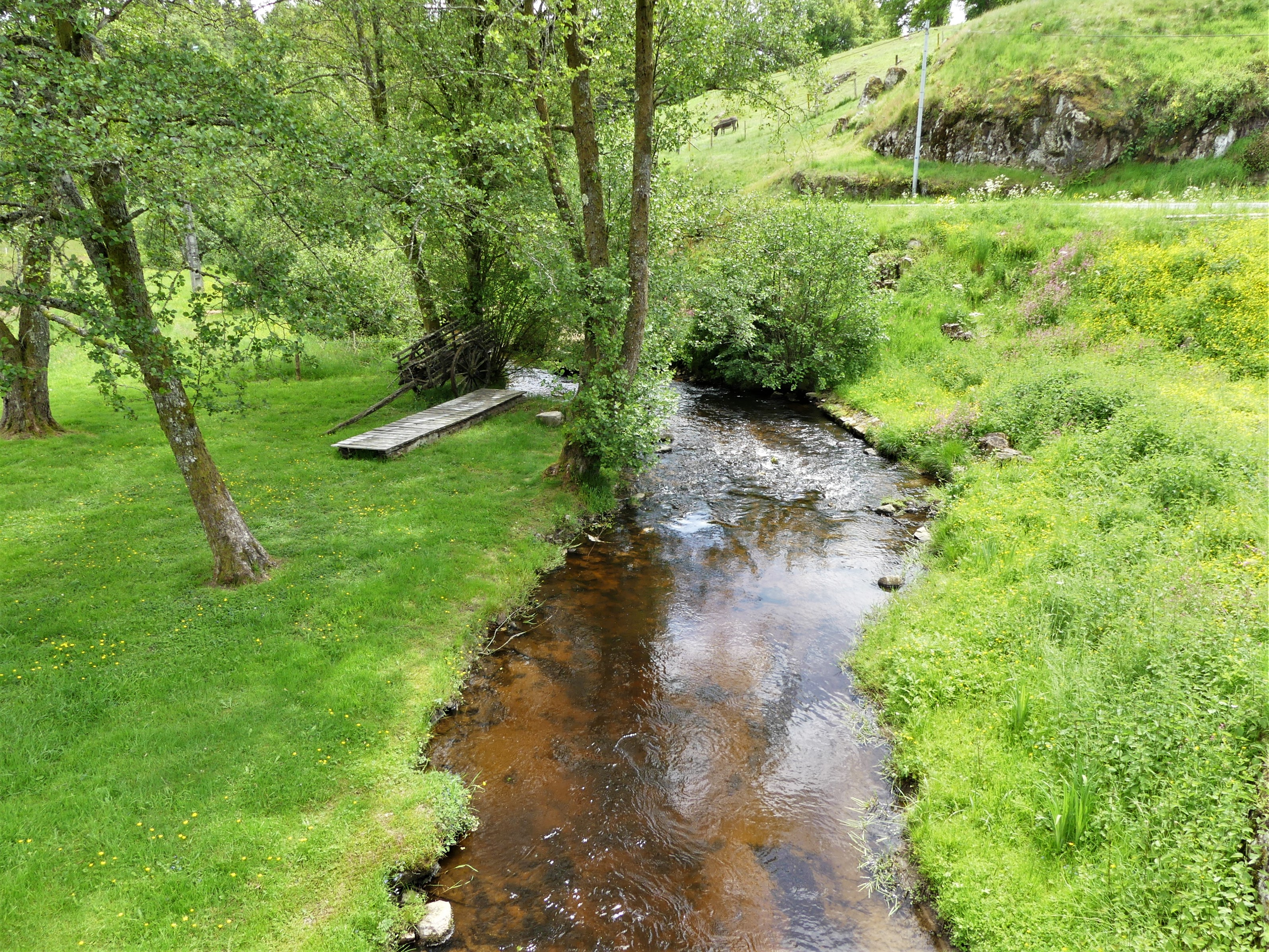
La Feuillade à La Villedieu.
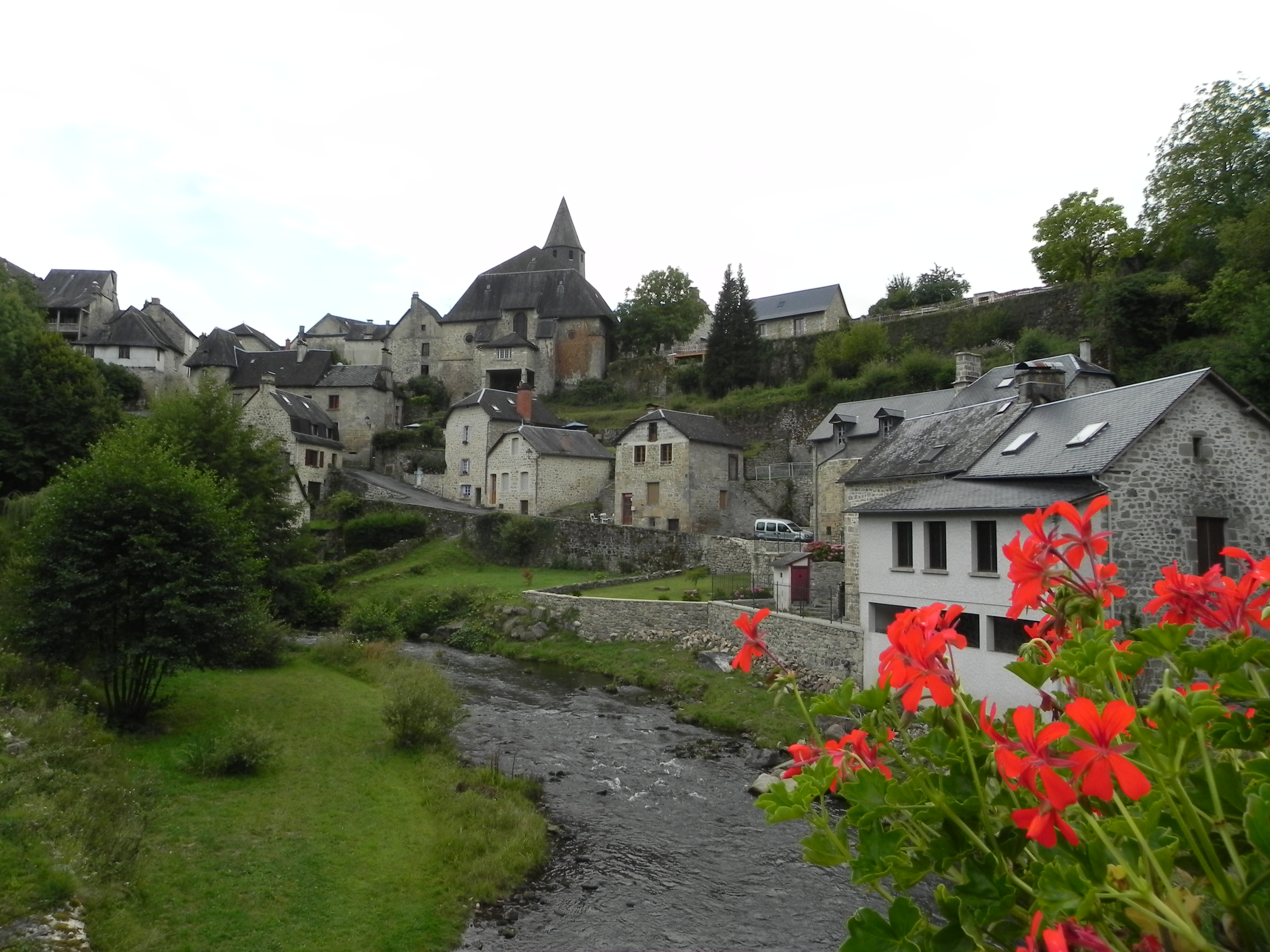
Le bourg de Treignac vu depuis le pont médiéval.
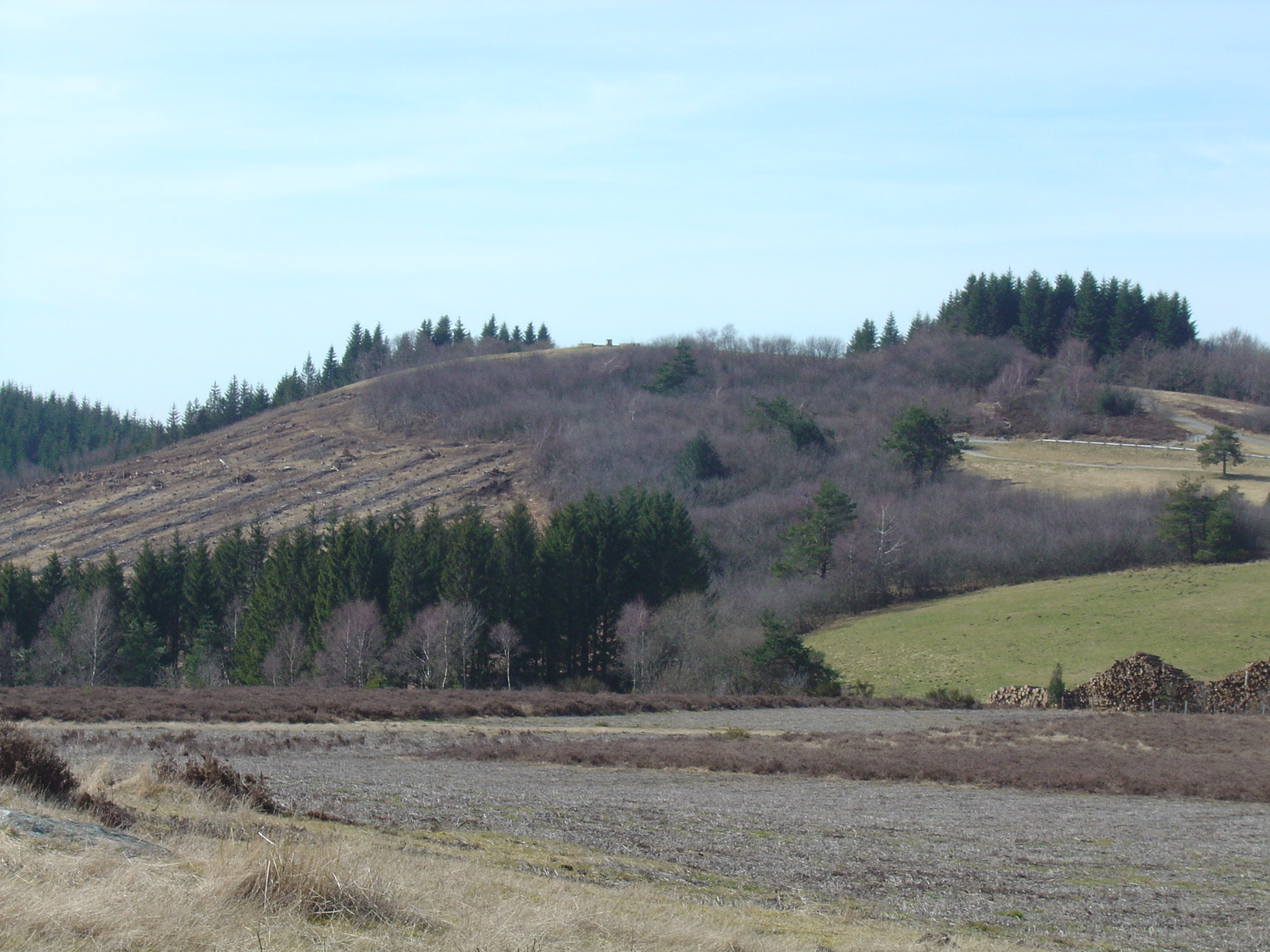
Le Suc au May (908 m).
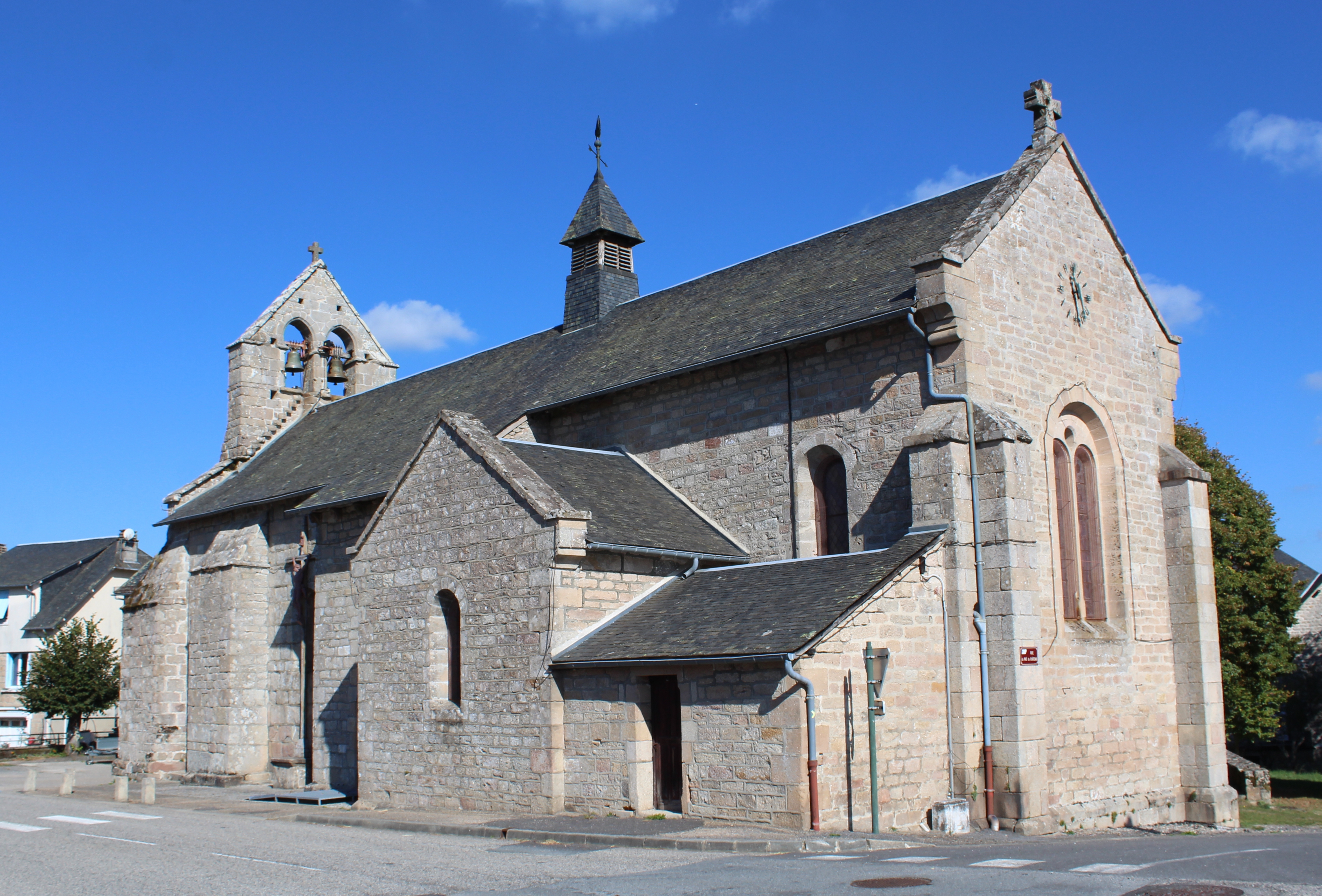
L'église de Saint-Yrieix-le-Déjalat.
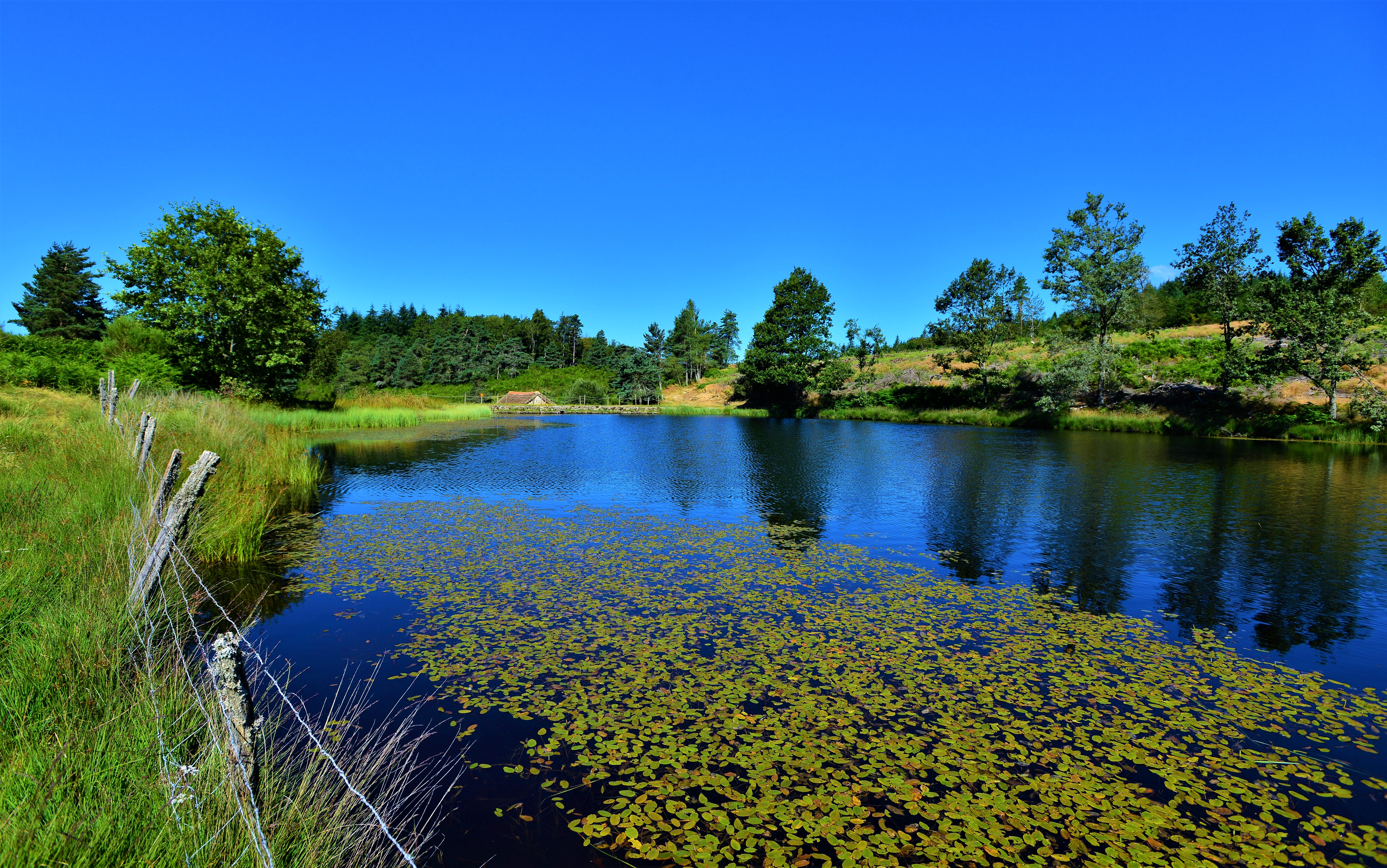
L'étang de Chadebec à Bonnefond.
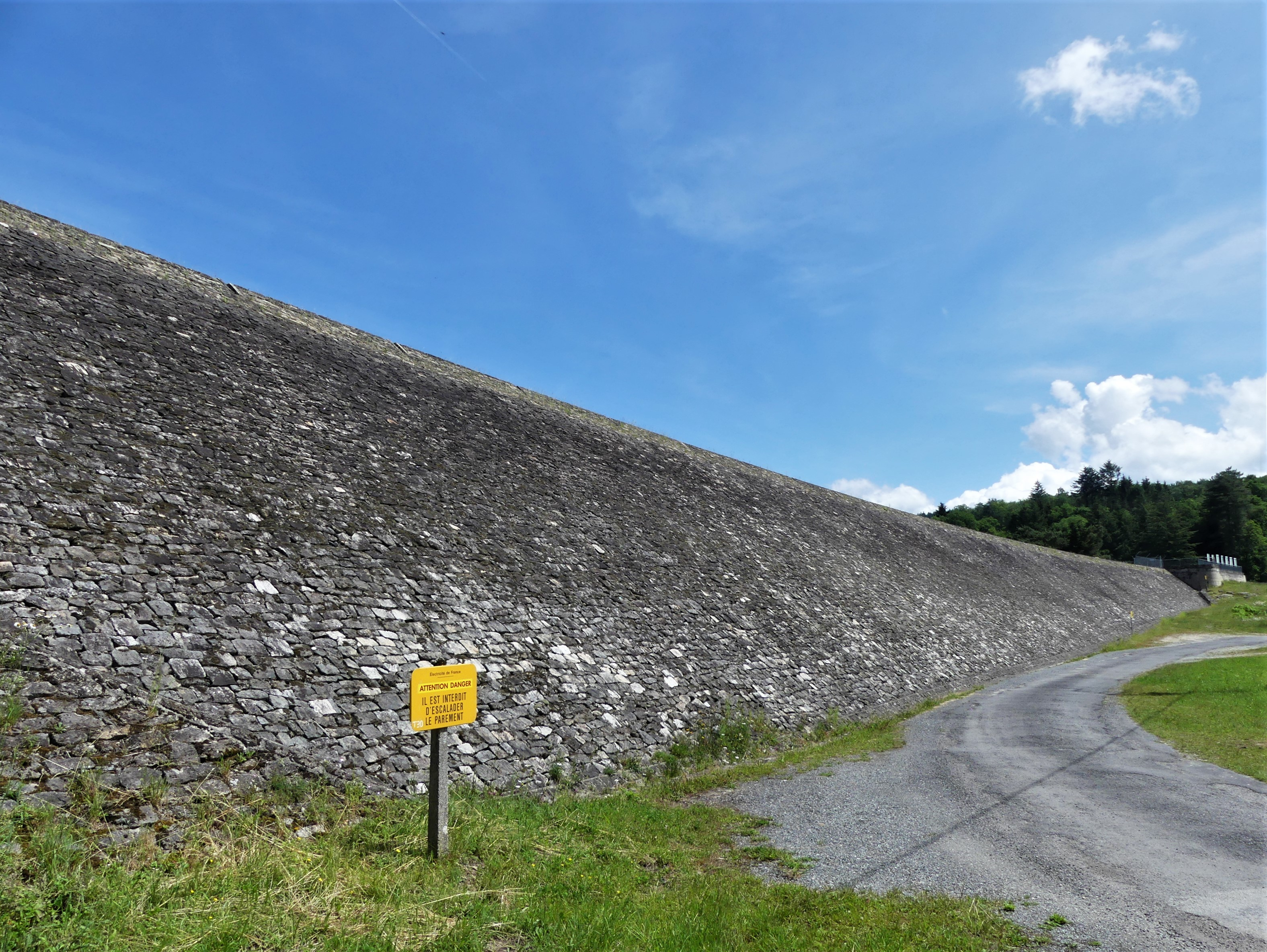
En contrebas du barrage de Treignac.
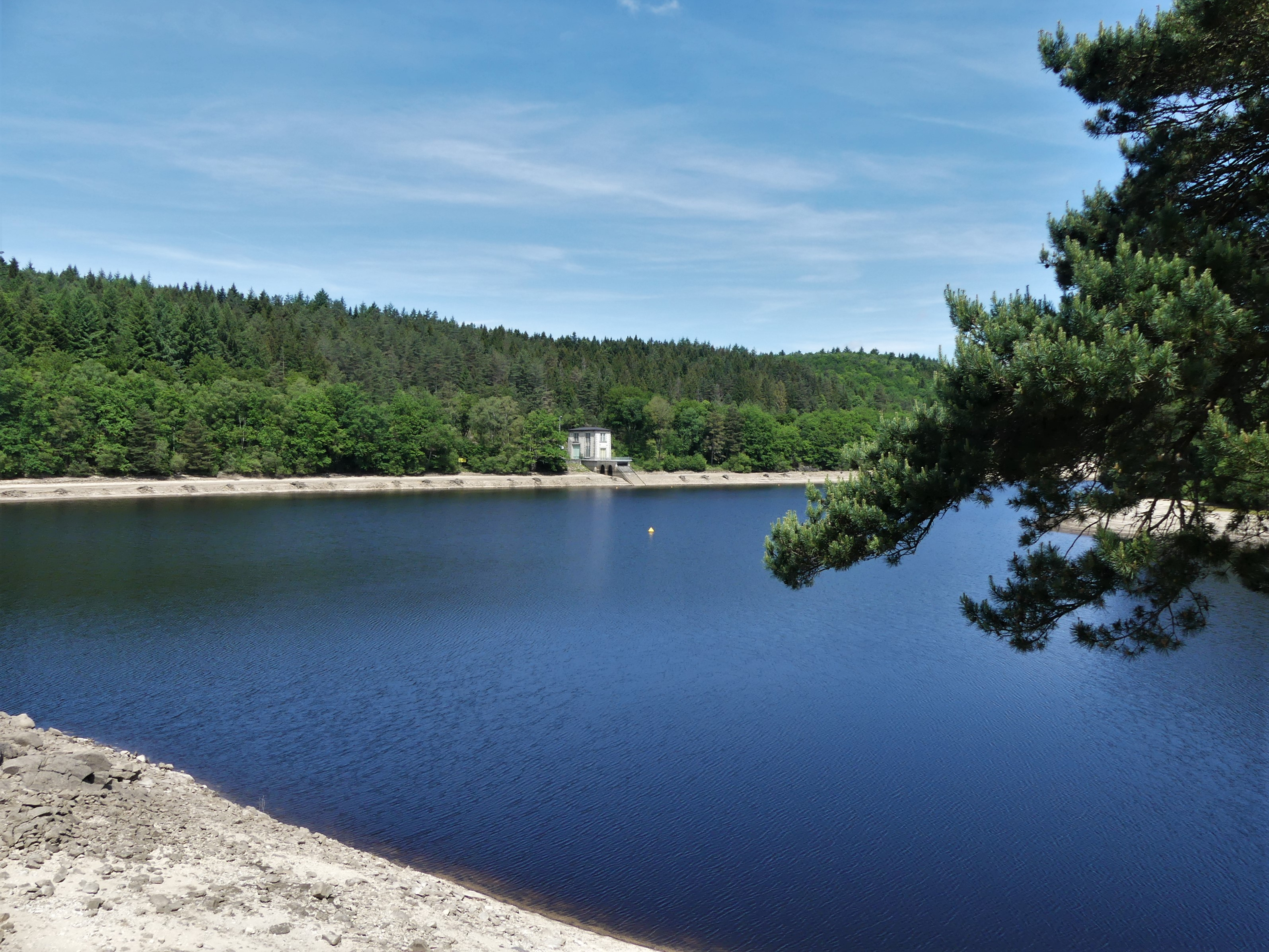
Le lac des Bariousses vu depuis le barrage de Treignac.
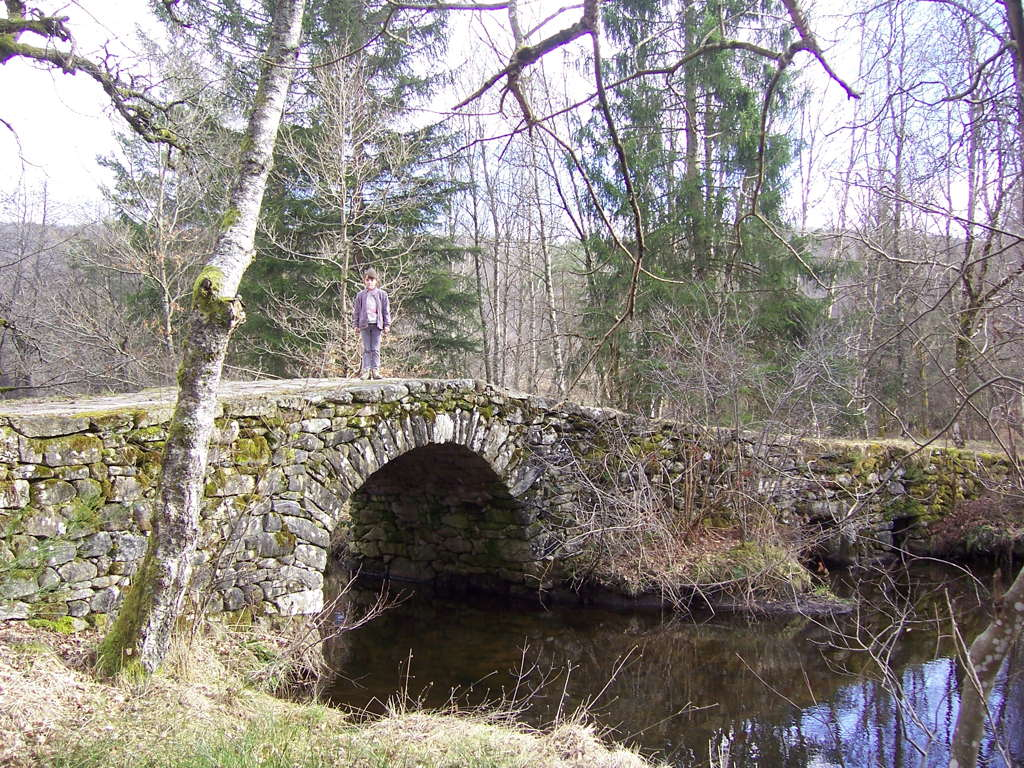
Le pont de Variéras à Pérols-sur-Vézère.
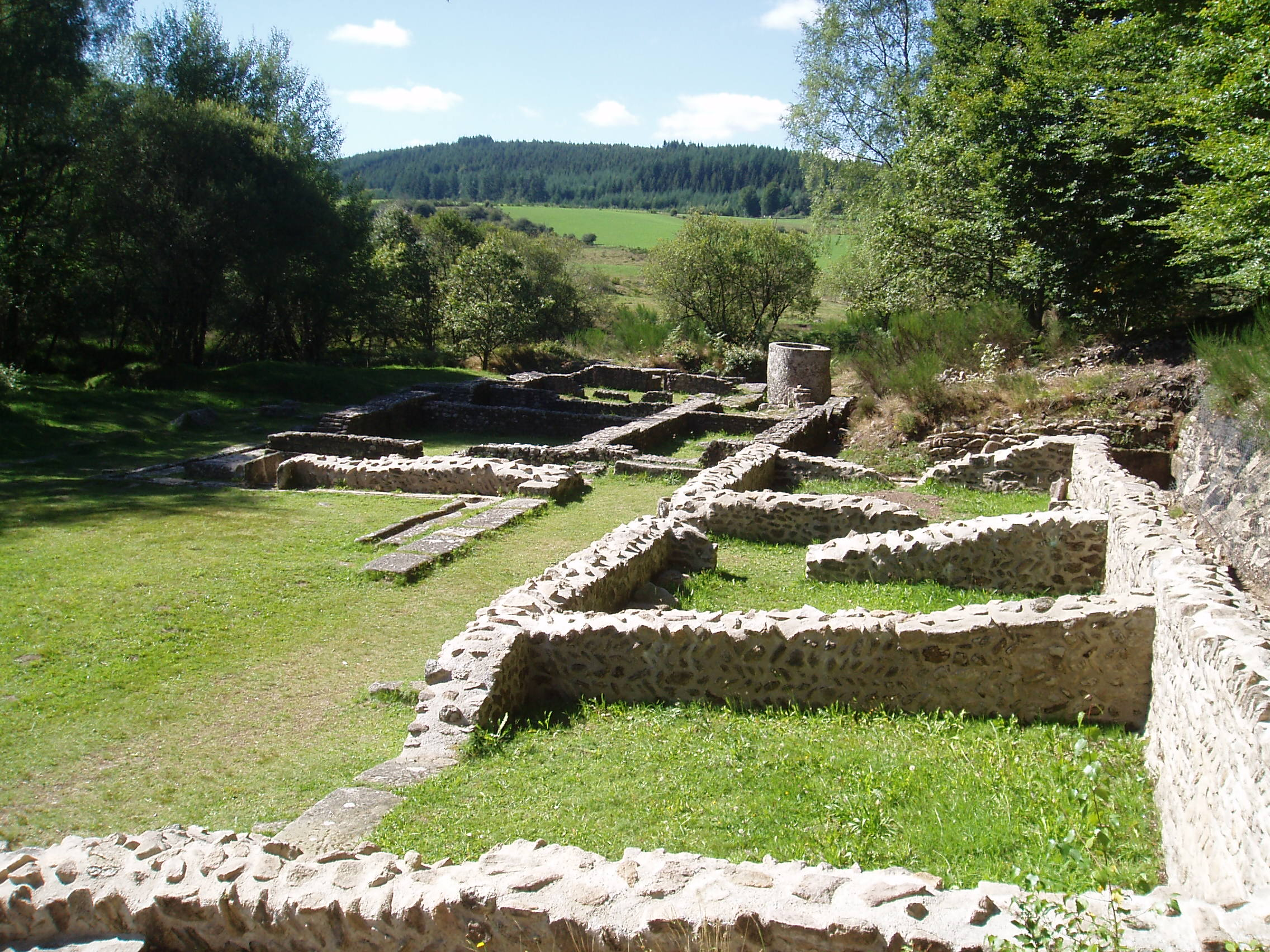
Les ruines gallo-romaines des Cars.